# Razbitina ladje RMS Titanic
Razbitina ladje RMS Titanic leži na globini 3.784 metrov, 400 milj (600 km) južno od Nove Fundlandije, v severnem Atlantskem oceanu. Razbitina je prelomljena na premec in krmo, ki sta 600 m narazen. Premec je še vedno najbolj ohranjen in prepoznaven po številnih ohranjenih notranjostih, kljub poškodbam, ki jih je utrpel ob udarcu v morsko dno. Krma je v nasprotju s premecem popolnoma uničena. Na morskem dnu, kjer leži razbitina je več, kot sto tisoč predmetov, ki so med potapljanjem padlo iz ladje. Trupla potnikov in posadke so bila prav tako na morskem dnu, vendar so jih zaužili organizmi ter druga morska bitja.
Titanic je potonil leta 1912 na svoji krstni plovbi, potem, ko je trčil v ledeno goro. Leta po potopu so številne odprave s sonarji poskušale preiskati dno severnega Atlantika, da bi našle razbitino vendar niso bile uspešne. 1. septembra 1985 je bila razbitina končno odkrita, odkrila jo je francosko ameriška odprava, ki sta jo vodila raziskovalca Robert Ballard in Jean-Louis Michel. Razbitina je pritegnila številna zanimanja in priljubljenost zato jo je obiskalo že veliko odprav. S številnimi podmornicami so iz razbitine na površje povlekli nekaj ladijskih predmetov, ki so danes na ogledu v različnih muzejih. 
Številna podjetja so predlagala za dvig razbitine Titanica na površje, vendar je razbitina preveč krhka, da bi jo bilo mogoče dvigniti na površje. Sedaj razbitino ščiti konvencija UNESCO. 

## Iskanje razbitine
Skoraj takoj po potopu Titanica 15. aprila 1912, so se pojavili predlogi, da bi potopljeno ladjo rešili iz morskega dna v Severnem Atlantskem oceanu, čeprav natančna lokacija in stanje takrat še nista bila znani. Družine več bogatih žrtev potopa - Guggenheims, Astors in Wideners - so dale prošnje in pogodbe Merritt v podjetju Chapman Derrick and Wrecking Company za dvig razbitine. Projekt je bil kmalu opuščen kot nepraktičen, saj potapljači niso mogli doseči niti pomembnega dela potrebne globine, kjer je pritisk v globini prevelik. Takšen projekt je prekinil tudi pomanjkanje tehnologije podmornic in začetek prve svetovne vojne. Družba je razmišljala o padcu dinamita na razbitino, da bi izpodrinila trupla, ki bi priplavala na površje, a je na koncu obupala, potem ko so oceanografi povedali, da bi ekstremni pritisk trupla stisnil v plošče. V resnici je bilo to napačno. Pojav, ki so ga odkrili šele leta 1987 - naključno s strani prve posadke pri odpravi na razbitino, dokazujejo, da trupla, napolnjena z vodo, v tem primeru lahko potonejo na dno v bistvu nedotaknjena. Visok tlak in nizka temperatura vode bi preprečili, da bi se med razpadom tvorile večje količine plina, kar bi preprečilo, da bi se trupla na razbitini Titanica dvignila nazaj na površje.
V poznejših letih so bili narejeni številni načrti kako razbitino najti in jo dvigniti na površje. Vendar so se vsi izdelovalci teh načrtov spopadli s finančnimi težavami, pomanjkanjem tehnologije in predvsem velike globine in razmer na razbitini. Charles Smith, arhitekt iz Denverja v ZDA, je marca 1914 predlagal, da bi na podmornico pritrdili elektromagnete, ki bi jo neustavljivo vlekli na jekleni trup razbitine. Ko bi našli njen natančen položaj, bi se več verig priklenilo na razbitino, ki bi jo nato počasi dvignili na površje. Ocenjeni stroški 1,5 milijona ameriških dolarjev (danes 35,5 milijona dolarjev) in njegova nepraktičnost so pomenili, da ideja ni bila uresničena. Drugi predlog je vključeval dvig razbitine s pritrditvijo vodnih balonov na njen trup z uporabo elektromagnetov. Ponovno ideja ni bila uspešna.

### Predlogi za reševanje med leti 1960 in 1970
Sredi šestdesetih let prejšnjega stoletja je britanski miljonar iz Baldocka v Angliji, imenovan Douglas Woolley, zasnoval načrt, kako najti razbitino Titanica s pomočjo podmornice Bathyscaphe in dvigniti razbitino z napihovanjem najlonskih balonov, ki bi jih pritrdili na njen trup. Cilj je bil razbitino privlečti v Liverpool in jo preurediti v plavajoči muzej. Podjetje Titanic Salvage Company je bilo ustanovljeno za upravljanje sheme, skupina poslovnežev iz Zahodnega Berlina pa je ustanovila podjetje, imenovano Titanic-Tresor, da ga finančno podpira. Projekt je propadel, ko so njegovi zagovorniki ugotovili, da ne morejo premagati problema, kako bi hitro napihnili balone. Izračuni so pokazali, da lahko traja deset let, preden se ustvari dovolj plina za premagovanje vodnega pritiska. 
V sedemdesetih letih so bili predstavljeni različni načrti in faze, a enako nepraktične. En predlog je zahteval, da se 180.000 ton staljenega voska (ali alternativno vazeline) črpa v razbitino Titanica in jo dvigne na površje. Drugi predlog je vključeval polnjenje razbitine s kroglicami za ping pong, vendar so spregledali dejstvo, da bi se žogice ob pritisku zdrobile še, preden bi dosegle globino razbitine. Podobna ideja, ki vključuje uporabo steklenih krogel Benthos, ki bi lahko preživele pritisk, je bila neuspešna, ko so stroški potrebnih krogel znašali več kot 238 milijonov USD. Nezaposleni izvajalec prevoza vodnih plovil iz Walsalla po imenu Arthur Hickey je predlagal, da bi razbitino spremenil v ledeno goro in zamrznil vodo okoli razbitine, da bi jo zajel led. Ta, ki je lažja od tekoče vode, bi odplavala na površje in bi jo lahko odvlekli na obalo. Skupina BOC je izračunala, da bi bilo treba na morsko dno črpati pol milijona ton tekočega dušika. V času reševanja in pisanja knjig o razbitini je še vedno veljalo, da je Titanic potonil v celoti. 
Robert Ballard iz oceanografske ustanove Woods Hole je bil dolgo zainteresiran za iskanje razbitine Titanica. Kljub zgodnjim pogajanjem z možnimi podporniki, ki so jih opuščali, ko se je izkazalo, da želijo razbitino spremeniti v spomin na papir, so se Ballardu pridružili bolj naklonjeni podporniki in ustanovili podjetje z imenom Seasonics International Ltd. kot podjetje za ponovno odkrivanje in raziskovanje razbitine Titanica.  Oktobra 1977 je Ballard prvi poskusil najti potopljeno ladjo s pomočjo korporacije za reševanje globokomorskih voda korporacije Alcoa Seaprobe. To je bila v bistvu vrtalna naprava s sonarno opremo in kamerami, pritrjena na koncu vrtalne cevi. Predmete lahko dvigne z morskega dna z uporabo daljinsko vodenih mehanskih rok. Odprava se je končala z neuspehom, ko se je vrtalna cev odrtgala, in je na morsko dno padlo 910 m cevi za 600.000 ameriških dolarjev (kar ustreza 2.531.466 USD v letu 2019).
Leta 1978 sta Walt Disney Company in revija National Geographic razmišljala o skupni odpravi, da bi našli razbitino Titanica, z uporabo aluminijastega potopnega aluminija. Vendar so bili načrti opuščeni iz finančnih razlogov. 
Naslednje leto je britanski finančni miljonar in tajkun Sir James Goldsmith ustanovil podjetje Seawise & Titanic Salvage Ltd. s sodelovanjem strokovnjakov za podvodno potapljanje in fotografiranje. Njegov cilj je bil javnosti uporabiti iskanje razbitine za promocijo svoje novoustanovljene revije ZDAJ! Odprava v severni Atlantik je bila predvidena za leto 1980, vendar je bila zaradi finančnih težav odpovedana. Leto kasneje, ZDAJ! zložen po 84 težavah z Goldsmithom, ki je povzročil velike finančne izgube.
Fred Koehler, vodja elektronike iz Coral Gablessa na Floridi, je prodal svojo trgovino z elektroniko, da bi financiral dokončanje dvodelnega podjetja Seacopter. Načrtoval je, da se bo potopil do razbitine, vstopil v njen trup in si priskrbel čudovito zbirko diamantov, ki naj bi jo vsebovali v hranilnem sefu. Vendar za načrtovano odpravo ni mogel pridobiti finančne podpore. Še en predlog je vključeval uporabo potopljene vrvi, nameščene z žerjavi, ki bi razbitino potegnili z morskega dna in jo odvlekli na obalo. Zagovornik je bil citiran: "To je kot kitajski Veliki zid - če imamo dovolj časa, denarja in ljudi, lahko storite karkoli."  Čas, denar in ljudje niso prišli, predlog pa ni bil več organiziran. 

### Odprava Jacka Grimma, 1980 - 1983
17. julija 1980 se je ekspedicija, ki jo je organiziral teksaški naftni mojster Jack Grimm, odpravila iz Port Everglades na Florido na raziskovalnem plovilu H.J.W.  Fay.  Grimm je za zbiranje sredstev za svojo ekspedicijo na razbitino Titanica pridobil sponzorstvo od prijateljev, s katerimi je igral poker, prodal medijske pravice prek agencije William Morris, naročil knjigo in pridobil storitve Orson Wellesa za pripoved dokumentarca. Znanstveno podporo je pridobil na univerzi Columbia z donacijo 330.000 dolarjev Geološkemu observatoriju Lamont-Doherty za nakup širokopoteznega sonarja v zameno za petletno uporabo opreme in storitev tehnikov, ki so ga podpirali.  Drs  William B. Ryan z univerze Columbia in Fred Spiess s Scripps Instituta za oceanografijo v Kaliforniji sta se ekspediciji pridružila kot svetovalca. Skoraj ostala sta na obali, ko jima je Grimm predstavil novega svetovalca - opico, imenovano Titan, ki je bila usposobljena, da kaže na mestu na zemljevidu, da bi menda nakazovala, kje je potopljen Titanic.  Znanstveniki so izdali ultimat: "To smo mi ali opica." Grimm je imel raje opico, vendar je prevladala, da jo je pustil za seboj in namesto nje prevzel znanstvenike.
Rezultati niso bili prepričljivi, saj tri tedne raziskovanja v skoraj neprekinjenem slabem vremenu julija in avgusta 1980 niso našli razbitine.  Težavo so še poslabšale tehnološke omejitve;  sonar Sea MARC, ki ga je uporabila odprava, je imel razmeroma nizko ločljivost in je imel nov in nepreverjen kos opreme.  Skoraj 36 ur po tem, ko je bil prvič razvit, ko se je rep odtrgal med ostrim zavojem, je uničil magnetometer, ki bi bil ključnega pomena za zaznavanje trupa razbitine Titanica. Kljub temu je uspel pregledati območje v približno 500 kvadratnih navtičnih miljah in določiti 14 možnih ciljev. 
Grimm je junija 1981 organiziral drugo odpravo na krovu raziskovalnega plovila Gyre, pri čemer sta se odpravi pridružila še Spiess in Ryan.  Da bi povečali svoje možnosti, da bi našli razbitino, je ekipa uporabila veliko bolj sposobno sonarsko napravo, Scripps Deep Tow.  Vreme je bilo spet zelo slabo, vendar je bilo vseh 14 ciljev uspešno zajetih in ugotovili so naravne danosti. Zadnji dan odprave so našli predmet, ki je izgledal kot propeler. Grimm je ob vrnitvi v Boston naznanil, da so našli razbitino, vendar so znanstveniki zavrnili njegovo identifikacijo.
Julija 1983 se je Grimm tretjič vrnil z Ryanom na krov raziskovalnega plovila Roberta D. Conrada. Nič ni bilo najdenega in slabo vreme je ekspedicijo predčasno prekinilo.  Sea MARC je plul nad razbitino, vendar je ni uspel zaznati, medtem ko je Deep Tow plul 2,4 km od razbitine.

## Odkritje
D. Michael Harris in Jack Grimm nista uspela najti razbitine Titanica, vendar sta njihovi odpravi uspela izdelati dokaj podrobno preslikavo območja, na katerem je ladja potonila. Jasno je bilo, da je položaj, ki je bil naveden v signalih stiske na Titanicu, netočen, kar je bila velika težava pri odpravi, ker je povečala že tako obsežno območje iskanja. Kljub neuspehu v odpravi iz leta 1977 Robert Ballard ni opustil upanja in načrtoval nove tehnologije in novo iskalno strategijo za reševanje problema. Nova tehnologija je bil sistem, imenovan Argo / Jason.  To je bilo sestavljeno iz daljinsko vodenega globokomorskega vozila, imenovanega Argo, opremljenega s sonarjem in kamerami ter vlečenega za ladjo, na njem pa je privezan robot z imenom Jason, ki je lahko zajahal na morsko dno, fotografiral od blizu in pošiljal podatke. Slike iz sistema bi bile poslane nazaj v kontrolno sobo na vlečni verigi, kjer bi jih bilo mogoče takoj oceniti. Čeprav je bil zasnovan v znanstvene namene, je imel tudi pomembne vojaške aplikacije, mornarica Združenih držav Amerike pa se je strinjala, da bo sponzorirala razvoj sistema, pod pogojem, da se bo uporabljal za izvajanje številnih programov - mnogi še vedno klasificirani iz mornarice.
Mornarica je Ballardu in njegovi ekipi naročila, da v štirih letih vsako leto opravijo enomesečno odpravo, da bi Argo / Jason ohranili v dobrem delovnem stanju. Strinjal se je s predlogom Ballarda, da bo nekaj časa izkoristilo za iskanje razbitine Titanica, ko bodo cilji mornarice izpolnjeni;  iskanje bi ponudilo idealno priložnost za preizkus Argo / Jason.  Leta 1984 je mornarica poslala Ballarda in Argo, da preslikata razbitine potopljenih jedrskih podmornic USS Thresher in USS Scorpion, izgubljenih v severnem Atlantiku do globine 3.000 m.  Ekspedicija je našla podmornice in opravila pomembno odkritje. Ko sta Thresher in Scorpion potonila, se je iz njih razlilo naplavine na širokem območju morskega dna in jih razvrščali tokovi, tako da so se lahki kosi naplavin oddaljili najbolj oddaljeni od mesta potopitve. To "razbitinsko polje" je bilo veliko večje od razbitin. Če bi sledili sledi naplavin, bi lahko našli glavne kose razbitin.
Druga odprava na razbitino Scorpiona je bila organizirana leta 1985. Na koncu odprave je ostalo samo dvanajst dni časa za iskanje razbitine Titanica. Ker so neuspešna prizadevanja Harrisa / Grimma trajala več kot štirideset dni, je Ballard sklenil, da bo potrebna dodatna pomoč. Pristopil je do francoske nacionalne oceanografske agencije IFREMER, s katero je prej sodeloval Woods Hole.  Agencija je pred kratkim razvila sonar za bočno skeniranje z visoko ločljivostjo, imenovan SAR, in se dogovorila, da bo poslala raziskovalno plovilo Le Suroît, ki bo pregledalo morsko dno na območju, kjer naj bi ležala razbitina Titanica. Francozi so bili zamišljeni, da sonar uporabijo za iskanje najverjetnejših tarč, nato pa Američani, da Argo pregledajo tarče in upajo, da potrdijo, ali je bila v resnici razbitina. Francoska ekipa je od 5. julija do 12. avgusta 1985 preživela pet tednov - plula je sem in tja po ciljnem območju s površino 390 km2, da bi pregledala morsko dno. Vendar niso našli ničesar, čeprav se je izkazalo, da so v prvi plovbi prehodili nekaj sto metrov od potopljenega Titanica.
Ballard je spoznal, da iskanje same razbitine s pomočjo sonarja verjetno ne bo uspešno, in je uporabil drugačno taktiko, ki temelji na izkušnjah raziskovanj Thresherja in Scorpiona; namesto tega bi iskal polje razbitine in uporabljali Argove kamere, ne pa sonar.  Medtem ko sonar ni mogel ločiti umetnih naplavin na morskem dnu od naravnih predmetov, bi kamere lahko poslale slike. Polje z naplavinami bi bilo tudi veliko večji cilj, saj bi se raztezalo 1,6 km ali dlje. Iskanje je zahtevalo neprekinjeno vleko Argoa naprej in nazaj nad morskim dnom, s premikanjem opazovalcev na krovu raziskovalnega plovila Knorr, ki je na kamerah pregledal kakršne koli znake naplavin. Po tednu brezplodnega iskanja so se v nedeljo, 1. septembra 1985, ob 12:48 na Knorrjevih zaslonih začeli pojavljati kosi naplavin. Eden od njih je bil identificiran kot kotel, enak tistem, prikazan na slikah iz leta 1911. Čez eno uro so našli glavni del razbitine in Argo je poslal nazaj prve slike razbitine Titanica, 73 let po potopu ladje. Novica o odkritju razbitine se je razširila po celem svetu.

## Kasnejše odprave

### 1986 - 1998
Po odkritju razbitine, se je julija 1986 Ballard odpravil na dodatno odpravo k razbitini, krovu raziskovalnega plovila RV Atlantis II. Zdaj se je potopil z motorno batiskafsko podmornico DSV Alvin, da je lahko ljudi popeljal nazaj v k razbitini Titanica prvič po potopu, vozilo na daljavo Jason Jr. pa je raziskovalcem omogočilo preiskavo notranjosti razbitine. Drugi sistem, ANGUS, je bil uporabljen za izvajanje fotografskih pregledov naplavin. Jason Jr. se je spustil do razbite steklene kupole nad stopniščem prvega razreda in se nato s podmornico potopil do palube B in fotografiral izjemno dobro ohranjeno notranjost, vključno z nekaj lučmi, ki še visijo s stropov.
Med 25. julijem in 10. septembrom 1987 je ekspedicija, ki so jo ustanovili IFREMER in konzorcij ameriških vlagateljev, v kateri so bili George Tulloch, G. Michael Harris, D. Michael Harris in Ralph White, opravila 32 potopov na razbitino s pomočjo potopne Nautile. Sporno so rešili in na obalo prinesli več kot 1800 predmetov. Leta 1991 je potekala skupna rusko-kanadsko-ameriška odprava na raziskovalnem plovilu Akademik Mstislav Keldysh in njegovih dveh potopnih motornih vozilih MIR. Pokroviteljstvo Stephen Low in IMAX, CBS, National Geographic in drugih je ekspedicija izvedla obsežne znanstvene raziskave s posadko 130 znanstvenikov in inženirjev.  MIR-ji so opravili 17 potopov, na morskem dnu so preživeli več kot 140 ur in snemali 12.000 minut dolg film IMAX s 40.000 čevljev.  To je bilo uporabljeno za ustvarjanje leta 1995 dokumentarnega filma Titanica, ki je bil pozneje v ZDA izdan na DVD-ju v predelani različici, ki jo je pripovedoval Leonard Nimoy.
IFREMER iz podjetja RMS Titanic Inc., naslednika sponzorjev odprave leta 1987, sta se vrnila k razbitini s podmornicama Nautile in ROV Robin junija 1993. V petnajstih dneh je Nautile opravil petnajst potopov, ki so trajali med osem in dvanajst ur vsak. Med odpravo je bilo odkritih še 800 predmetov, vključno z dvokrakim kosom motorja, kosi lesa reševalnih čolnov in parna piščal iz ladijskega dimnika.
Leta 1993, 1994, 1996, 1998 in 2000 je družba RMS Titanic Inc. opravila intenzivno serijo potopov, ki so samo na prvih dveh odpravah odnesli na površje več kot 4000 predmetov. Ekspedicija leta 1996 je poskušala sama dvigniti en del Titanica, odsek zunanjega trupa, ki je prvotno sestavljal del stene dveh prvovrstnih kabin na palubi C, ki segata vse do palube D. Tehtal je 20 ton, meril 15,6 cm (4,6 m × 7,6 m) in imel v notranjosti štiri odprtine, od katerih so tri še vedno imele steklo. Odsek se je uničil bodisi med potopitvijo bodisi zaradi udarca z morskim dnom.
Obnova s pomočjo napolnjenja z dizlom, se je spremenila v zabaven dogodek, z odpravo na razbitino pa sta spremljali dve križarki.  Potnikom je bila ponujena možnost, da s 5000 dolarji na osebo gledajo okrevanje na televizijskih zaslonih v svojih kabinah, ob tem pa uživajo v luksuzni namestitvi, oddajah v hotelu Las Vegasa in igralnicah na ladjah.  Za poživitev postopkov so bili med njimi Burt Reynolds, Debbie Reynolds in Buzz Aldrin, "veliki sprejemi" za VIP-e pa so načrtovali da velik odlomljen del trupa med premcem in krmo dvignejo na površje kjer bi ga razstavili in ga dali na ogled v muzej. 
Vendar se je dviganje kosa trupa končalo katasrofalno, ko je vetrovno vreme povzročilo, da so se vrvi dvigala, ki so vlekle kos gor, strgale. V trenutku, ko so se vrvi pretrgale, je bil del trupa dvignjen le 61 metrov nad morskim dnom. Kos je padel nazaj navzdol in pokonci pristal nazaj na morsko dno ter se malo zlomil. Čeprav so morski arheologi, znanstveniki in zgodovinarji poskus ostro kritizirali kot kaskaderski publicitetni denar, je bil leta 1998 drugi poskus uspešen za odvzem kosa. Tako imenovani "Veliki kos" je bil ohranjen v laboratoriju dve leti v Santa Feju, preden so ga postavili na ogled v hotelu in igralnici v Luxor Las Vegas. 
Leta 1995 je kanadski režiser James Cameron zaprosil Akademik Mstislav Keldysh in MIR-e, da bi opravil 12 potopov na razbitino Titanica. Posnetke je uporabil v svojem filmskem filmu Titanic iz leta 1997. Odkritje razbitine in dokumentarni film National Geographic o Ballardovi odpravi iz leta 1986 ga je navdihnilo, da je leta 1987 napisal povzetek o filmu ter ga pozneje dopolnil in leta 1996 začel snemati film. 

#### 2000 - danes
Podjetje RMS Titanic Inc. je leta 2000 je opravilo 28 potopov do razbitine, med katerimi je bilo odkritih več kot 800 predmetov, vključno s telegrami ladijskih motorjev, omare s parfumi in neprepustnimi vratnimi zobniki.
Leta 2001 je ameriški par - David Leibowitz in Kimberly Miller namerno odmeval znameniti prizor iz filma Jamesa Camerona iz leta 1997, ko sta se poročila na potopljeni ladji. Poroka je bila v bistvu reklamni štos, ki ga je sponzoriralo britansko podjetje SubSea Explorer, ki je ponudilo brezplačen potop k razbitini, ki ga je najel Leibowitz. Vprašal je, ali bi lahko prišel tudi njegov zaročenec in odgovoril mu je, da se lahko, vendar le, če se bo med potovanjem strinjal. 
Isto podjetje je pripeljalo tudi Filipa Littlejohna, vnuka enega od preživelih članov posadke Titanica, ki je postal prvi sorodnik potnika ali člana posadke Titanica, ki je obiskal razbitino. Cameron se je leta 2001 s podmornico vrnil k razbitini Titanica, da bi snemal film Walt Disney Pictures 'Ghosts of the Abyss', posnet v 3D.
Leta 2003 in 2004 je ameriška nacionalna uprava za oceane in atmosfero izvedla dve odpravi na razbitino Titanica. Prva, izvedena med 22. junijem in 2. julijem 2003, je v dveh dneh opravila štiri potapljanja.  Njeni ključni cilji so bili oceniti trenutno stanje razbitine in opraviti znanstvena opažanja v podporo tekočim raziskavam. Srednje območje ostankov razbitine, ki je bil prej deleženo relativno malo pozornosti raziskovalcev, je bil posebej namenjen analizi. Druga odprava, od 27. maja do 12. junija 2004, se je vrnila z Robertom Ballardom, skoraj 20 let po tem, ko je Ballard odkril razbitino. Ekspedicija je na razbitini bila 11 dni in izvedla preslikavo z visoko ločljivostjo z uporabo video in stereoskopskih fotografij.
Leta 2005 sta bili organizirani dve odpravi na razbitino Titanica. James Cameron se je tretjič in zadnjič vrnil v film Last Mysteries of the Titanic. Druga odprava je iskala prej nevidne koščke razbitin in pripeljala do dokumentarnega filma Titanic's Final Moments: Missing Pieces.
Družba RMS Titanic Inc. je leta 2004 in 2010 pripravila nadaljnje odprave na Titanic, ko je bila izdelana prva celovita karta celotnega polja naplavin. Dve avtonomni podvodni podmornici - roboti v obliki torpeda - so se večkrat premikali naprej in nazaj po razbitinem polju 3 x 5 milj (4,8 km × 8,0 km), pri čemer so izvedli sonarne preiskave in več kot 130.000 slik z visoko ločljivostjo. To je omogočilo, da je bil prvič ustvarjen podroben fotomozaik naplavin, kar je znanstvenikom omogočilo veliko jasnejši pogled na dinamiko potopa ladje. Ekspedicija je naletela na težave: več orkanov je prešlo čez mesto razbitin, Remora ROV pa je bila ujeta v razbitino. Istega leta so na razbitini Titanica odkrili nove bakterije ( med njimi Halomonas titanicae) ki živijo v ruševinah. 
Turistični in znanstveni obiski razbitine se še vedno nadaljujejo;  do aprila 2012, 100 let od nesreče in skoraj 25 od odkritja razbitine, je razbitino obiskalo približno 140 ljudi. 14. aprila 2012 (100. obletnica potopa ladje) je razbitina Titanica postala upravičena do varstva po Unescove Konvenciji o varstvu podvodne kulturne dediščine iz leta 2001. Istega meseca je Robert Ballard, odkritelj razbitine, objavil načrt za ohranitev razbitine Titanica z uporabo globokomorskih robotov za barvanje razbitine z barvo proti obraščanju in tako pomagati ohraniti razbitino v trenutnem stanju za vse čase. Predlagani načrt, ki ga je Ballard napovedal, je predstavljen v dokumentarnem filmu, ki je bil narejen ob 100. obletnici Titanica, imenovani Save the Titanic With Bob Ballard, kjer Ballard sam govori o tem, kako bo delovala ta predlagana barva na razbitini. Ballard pravi, da je predlagal robotsko čiščenje in prebarvanje razbitine Titanica z barvno shemo, ki posnema rustike, ker je na trupu ladje videl "prvotno barvo proti obraščanju, ki je še vedno delovala tudi po 74 letih na morskem dnu", ko je obiskal razbitino Titanica leta 1986.
Komercialne oglede razbitine z imenom Titanic Survey Expeditions so za leto 2019 načrtovali OceanGate, Inc., vendar so jo pozneje preložili na poletje 2021. Avgusta 2019 je skupina raziskovalcev in znanstvenikov za obisk razbitine uporabila napravo z omejevalnim faktorjem z globokim potopanjem, ki je na ladji zaznamovalo prvi potop s posadko v 14 letih. V osmih dneh je bilo opravljenih pet potopov. Ekipa je uporabila posebej prilagojene kamere za zajem razbitine v ločljivosti 4K, za izdelavo zelo natančnih in fotorealnih 3D modelov razbitine pa so bili izvedeni namenski fotogrametrični prehodi. Posnetki iz potopa Atlantic Productions uporabljajo za dokumentarni film.

## Opis razbiitine
Lokacija razbitine je precej oddaljena od lokacije, kjer so pošiljali ladijski brezžični operaterji SOS Signale preden je potonila. Razbitina Titanica se nahaja 600 km jugovzhodno od Mistaken Pointa v Novi Fundlandiji v Labradorja. Kotli, ki jih je našel Argo in označujejo točko, na kateri se je ladja potopila, so približno 180 m vzhodno od krme. Dva glavna dela razbitine Titanica predstavljata presenetljiv kontrast. Čeprav je štirinajst preživelih pričelo, da se je ladja prelomila, ko je potonila, so to uradno poizvedovanje zavrnili, zato naj bi ladja potonila v celoti. Zdaj je jasno, da je napetost na Titanicu povzročila, da se je ladja prelomila med tretjim in četrtim dimnikom na površini.

### Premec
Premec, ki meri približno 140 m, naj bi tonil pod kotom približno 45 °. Med potapljanjem do morskega dna je prve tri ladijske dimnike na kose zmečkal sprednji jambor, ki se je ob veliki hitrosti zrušil na ladijski most. Zajle in vrvi so padle na glavno palubo ter odtrgale veliko kosov in večino ostale opreme na palubi. Odtrgano je bilo tudi varovalo, razbite steklene kupole nad stopniščem prvega razreda. Ladijski most se je sesedel kmalu po tem, ko je konica jamborja z vso silo udarila vanj. 
Premec je zadel morsko dno s hitrostjo približno 25 vozlov in s kobilico zaril 8 metrov globoko v pesek. Udarec je upognil trup na dveh mestih in se zvil navzdol za približno 10 °. Ko je premec zadel morsko dno, so se tri oslabljene palube na zadnji strani, kjer se je ladja prelomila, sesedle druga na drugo. Pokrov sprednje odprtine se je ob udarcu odrtgal in pristal nekaj trideset metrov pred premcem, verjetno zaradi sile, ki jo je voda izdrla, ko je premec trčil na dno. 
Območje okoli ladijskega mostu je še posebej močno poškodovano. Streha prostorov za častnike je videti potisnjena, ograje so bile upognjene navzven, navpični jekleni stebri, ki podpirajo palube, pa so bili upognjeni v obliki črke C. Po Pellegrinovih besedah je hitrost drsečega toka povzročila hitro premikajoč se stolpec vode, ki je tehtal več tisoč ton in ob udarcu razbitine, udaril blizu mostu. To je, povzročilo, da so bili večji deli premca v notranjosti porušeni zaradi naleta vode in silovite vrtine, ki jih je razpadla nenadna ustavitev. Škoda, ki jo povzroči trk z ledeno goro na premcu ni vidna, saj je zakopana pod peskom.

### Krma
Krma, ki je dolga približno 110 m, je med potapljanjem do dna in ob pristanku na morsko dno, katastrofalno poškodovana. Ko se je potopila, se ni povsem napolnila z vodo, naraščajoči vodni tlak pa je povzročil, da so se ujeti zračni prostorčki, vključno z zračnimi cisternami, počli in raztrgali del trupa, kjer se je ladja prelomila. Bilo je dovolj glasno, da je več preživelih slišalo eksplozijo približno deset sekund po tem, ko je krma potonila pod vodno gladino. Podatki iz sonarne kamere, narejeni med odpravo leta 2010, so pokazali, da se je krma vrtela kot rezilo helikopterja, ko se je potapljala do morskega dna. 
Zdi se, da se je krma med potapljanjem obrnila pod kotom od 30 do 45 °. Verjetno je najprej udarila s propelerji, tako da se je večina kobilice zarila 15 metrov globoko v pesek. Palube so se zaradi velike sile udarca sesedle druga na drugo. Nobena posamezna paluba ni višja od približno 30 centimetrov.  Zdi se, da so veliki deli trupa odpadli veliko prej preden je krma pristala na dno. Eden takšnih kosov je bil železni kos, ki je ločeval premec in krmo. Sila vode je kos raztrgala na pol in je pristal v bližini krme. Sredinski štirikraki propeler je popolnoma zakopan v pesku, sila udarca pa je povzročila, da sta se dva trikraka propelerja in gredi trupa upognili navzgor pod kotom približno 20 °.
Velik kos ladje v obliki črke V, ki je potekal od kobilice navzgor skozi kotlovnico številka 1 in navzgor in je pokrival streho med tretjim in četrtim dimnikom, se je po razpadu krme v celoti sesedel. To je bil eden najšibkejših delov ladje zaradi dveh velikih odprtih prostorov - sprednjega dela strojnice in zadnjega stopnišča na krmi prvega razreda. Preostali deli tega dela ladje so raztreseni po morskem dnu na razdaljah od 130 do 79 m od glavnega dela krme. Pet kotlov iz kotlovnice št. 1 in nekaj ladijskih strojev je tudi raztresenih po morskem dnu.

### Notranjost
Kljub zunanji poškodbi, ki sta jo povzročili potapljanje premca in krme ter trk z oceanskim dnom, so nekateri notranji prostori v kar dobrem stanju. Počasna poplava premca in sorazmerno gladek spust na morsko dno sta ublažila notranje poškodbe. Stopnišče prvega razreda Grand Steir med palubo A in palubo E je prazen prepad znotraj razbitine, ki zagotavlja priročno dostopno točko za ROV.
Prostori za potnike so se v veliki meri poslabšali, ker so bili uokvirjeni v pokvarljive mehke lese, kot je bor, puščali so bojni trak viseče električne žice, svetlobnih napeljav in naplavin, ki so prepleteni z bolj trpežnimi predmeti, kot so medeninasti okvirji za posteljo, svetilke in umivalniki s cevjo. Obdelava lesa s pritrditvami, kot so kljuke, risalniki ali potisne plošče, so v boljšem stanju zaradi majhnega električnega naboja, ki ga oddaja kovina, ki odganja ribe in druge škodljive organizme.  Pohištvo v kabinetu je bolj odporno proti razpadanju. Sanitariji in kopalnice znotraj potniških prostorov so v boljšem stanju, ker so bile uokvirjene v jeklo.
Edini nepoškodovani javni prostori na krmi ali premcu, sta sprejemna soba prvega razreda in jedilnica, oba na palubi D. Večina salona za jedilnico se je porušila zaradi bližine središč razbijanja, vendar je prednji del dostopen, pravokotna steklena okna, stoli za mizo in stropne svetilke so dobro ohranjeni. Sprejemna soba s steklenimi oknami ostaja izjemno nedotaknjena, čeprav se je strop zasukal in globoka plast mulja ovira tla. Med odkritjem leta 2005 so bile turške kopeli na palubi F v odličnem stanju, saj so ohranile modro-zelene ploščice, izrezljane lesene tikovine, bronaste svetilke in vgrajeno pohištvo. Veliko stopnišče je bilo med potopitvijo zelo verjetno uničeno, toda okoliški prvorazredni preddverji in vhodi v dvigalo ohranjajo veliko svetilk in kristalov, hrastovega lesa in hrastovega ogrodja.
Poleg potniških površin so bila raziskano tudi območja posadke, kot so gasilski prostori, spalnice, deli sprehajalne poti »Škotska cesta« na palubi E in skladišča za tovor na palubi Orlop. Ekspedicija Ghosts of the Abyss je leta 2001 poskušala najti znameniti potopljeni avtomobil Renault, ki je pripadal Williamu Carterju, toda tovor je bil z avtom v podpalubju pod peskom in ruševinami. 

### Razbitinsko polje
Ko se je Titanic prelomil na dvoje, je bilo mnogo predmetov in kosov trupa raztresenih po morskem dnu. V bližini razbitine sta dve drobirski polji, dolgi med 610–790 m dolžine 2.000–2.600 m, ki ju ločita v smeri juga zahoda od premca in krme. Zajemajo območje približno 2 kvadratnih milj (5,2 km2). Večina naplavin je skoncentrirana v bližini krmnega dela razbitine. Sestavljen je iz tisoč predmetov iz notranjosti ladje, od ton premoga, razpadlih cisteren, do kovčkov, oblačil, zamašenih steklenic vina (mnogi so kljub pritisku vode še vedno nedotaknjeni), kadi, okna, umivalniki, vrči, sklede, ogledala in številne druge osebne stvari. Polje razbitin vključuje tudi številne koščke same ladje, največji kosi naplavin pa so v bližini delno razpadlega dela krmne. 

## Stanje in poslabšanje razbitine
Pred odkritjem razbitine Titanica je poleg splošne domneve, da se je potopila v celoti, veljalo, da bodo razmere na globini 3.784 potopljeno ladjo ohranile skoraj nedotaknjeno. Voda je grenko hladna le pri približno –2 ° C ima voda poleti, ni svetlobe, za visok pritisk pa so menili, da bo verjetno znižal raven kisika in slanosti, tako da organizmi ne bi mogli se razmnožiti na razbitini. "Titanic" bi bil dejansko globoko zmrznjen. 
Resničnost se je izkazala za zelo drugačno in stanje razbitine se je vse bolj poslabšalo, odkar je potonila aprila 1912. Njeno postopno razpadanje je posledica številnih različnih procesov - fizičnih, kemičnih in bioloških. Leži na valovitem, rahlo nagnjenem območju morskega dna, ki ga preplavi zahodni mejni vodni tok. Vrtine iz sedanjega toka nenehno prečkajo razbitino, čistijo morsko dno in preprečujejo, da bi se sediment nabiral na trupu. Tok je močan in pogosto spremenljiv, postopoma odpira luknje v ladijskem trupu. Solna korozija prevladuje na trupu, nanjo pa vpliva tudi galvanska korozija. 
Najbolj dramatično poslabšanje so povzročili biološki dejavniki. Včasih je veljalo, da so globine oceana brezživna puščava, toda raziskave, izvedene od sredine osemdesetih let prejšnjega stoletja, so pokazale, da oceansko dno kroji z življenjem in lahko nasprotuje tropskim pragozdom zaradi biotske raznovrstnosti. Med ekspedicijo IMAX leta 1991 je znanstvenike presenetilo nad raznovrstnimi organizmi, ki so jih našli na trupu okoli razbitine. Skupno je bilo opaženih 28 vrst, vključno z morskimi anemoni, raki, kozicami, majhnimi morskimi ribicami in ribami, ki so do 1 meter dolge. Raziskovalci so si ogledali veliko večja morska bitja.
Odprava Jamesa Camerona iz leta 2001 je odkrila prej neznano vrsto morske kumare, sivke z žarečo vrsto fosforescentnih "odprtin" ob njeni strani. Na novo odkrita vrsta bakterije, ki je jedla rjo, ki jo najdemo na ladijski razbitini Titanica, je dobila ime Halomonas titanicae, za katero je bilo ugotovljeno, da lahko poje razbitino. Henrietta Mann, ki je odkrila bakterijo, je ocenila, da se bo razbitina Titanica v celoti sesedla morda že leta 2025. Kanadski geofizik Steve Blasco je pripomnil, da je razbitina "postala oaza, uspešen ekosistem, ki sedi v prostrani puščavi". Sredi leta 2016 so ustanove Institut Laue-Langevin uporabile nevtronske posnetke, da bi dokazale, da Halomonas titanicae za molekulo imenovano ektoin, uporablja uravnavanje ravnovesja tekočine in celične količine, da preživijo pri takih pritiskih in slanostih.
Analiza Henriette Mann in Bhavleen Kaur z univerze Dalhousie v Halifaxu v Novi Škotski v sodelovanju z drugimi znanstveniki in raziskovalci univerze v Sevilli v Španiji je ugotovila, da razbitina Titanica od leta 2037 ne bo obstajala in da bo ohranjenost morda le notranja ladijska oprema.  "Na žalost je Titanic 2,3 kilometra nižje, ga je zelo težko ali nemogoče ohraniti. Film Titanic, ga bo ohranil za vse večne čase" pravi Mann. "Že več, kot 100 let je pod vodo, sčasoma pa na dnu Atlantika ne bo ostalo ničesar, razen velik madež rje ... Mislim, da ima Titanic morda še 15 ali 20 let življenjske dobe na dnu Atlantika. Mislim, da ne bo zelo dolgo trajalo" je še dodala. Drugi znanstveniki so ocenili, da bo razbitina Titanica od leta 2017 na dnu še največ 14 let. 
Mehki organski material na krovu in razpršeni ostanki na morskem dnu okoli trupa bi prvi izginili, hitro bi ga požrle ribe in raki. Lestirni mehkužci, kot je Teredo, so v velikem številu kolonizirali ladijske palube in notranjost, pojedli lesene stvari in druge lesene predmete, kot so pohištvo, obloge, vrata in stopnišča. Ko jim je zmanjkalo hrane, so poginili in pustili za seboj apnenčaste cevi. Vprašanje trupel žrtev je pogosto zaskrbljujoče raziskovalcev mesta razbitin. Ko so v odpravi Roberta Ballarda leta 1986 raziskovali razbitino, so opazili par čevljev, ki sta ležala drug ob drugem na morskem dnu. Meso, kosti in oblačila so že zdavnaj zaužili, usnje čevljev pa se je očitno upiralo bakterijam, zato je obutev ostal edini del, kjer je nekoč ležalo truplo. Ballard je predlagal, da okostji lahko ostanejo globoko znotraj trupa razbitine, na primer v strojnicah ali kabinah tretjega razreda. Temu so oporekali znanstveniki, ki so ocenili, da bi trupla popolnoma izginila najpozneje v začetku 40. let prejšnjega stoletja.
Vsekakor mehkužci niso zaužili vseh organskih stvari. Nekateri leseni predmeti na ladji in na odpadu niso bili porabljeni, zlasti tisti iz tikovine, gostega lesa, ki se zdi, da so se uprli vodnim vrtincem. Prvovrstno sprejemno območje ob ladji Velike stopnice je še vedno nedotaknjeno, pohištvo pa je še vedno vidno med odpadki na tleh. Čeprav je večina hodnikov izgubila svoje stene, je v številnih kabinah še vedno nameščeno pohištvo;  v enem je na postelji še vedno vzmetnica, za njo nepoškodovana in nepoškodovana komoda. Robert Ballard je predlagal, da na območjih ladje ali zakopanih pod naplavinami, kamor smetarji ne bi mogli priti, še vedno vsebujejo človeške ostanke. Po besedah Charlesa Pellegrina, ki se je leta 2001 potopil k razbitini, so našli betonirano kost, ki je bila obdana z delnimi ostanki poročnega prstana, betonirano na dno jušne tureen, ki so jo odvzeli s polja naplavin. Na naslednjem potopu so ga vrnili na morsko dno. 
Najdlje trajajoči prebivalci v razbitini Titanica so verjetno bakterije, ki so kolonizirali kovinski trup ladje. Ballard je videl ostanke rje, ki visijo do nekaj metrov, videti kot dolge igle podobne žebljem".  Tvorbe, ki jih je Ballard poimenoval "zarjeveli kapniki", so izredno krhki in se ob dotiku razkropijo v oblak delcev. Bakterije porabijo železo v trupu, ga oksidirajo in puščajo rjave delce kot odpadna snov.  Da bi se zaščitili pred morsko vodo, izločajo kislo viskozno sluz, ki teče tam, kjer jo gravitacija prevzame, in nosi železove okside in hidrokside. Te tvorijo zarjevele kapnike.
Ko so znanstveniki lahko našli kapnike, so odkrili, da je veliko bolj zapleteno, kot so si predstavljali, s kompleksnimi sistemi, ki so se zarile v kovino, notranje kanale, snope vlaken, pore in druge strukture. Charles Pellegrino meni, da se zdijo bolj podobni "ravni organizacije tkiv, ki jih najdemo v spužvah ali mahovih in drugih članih živalskih ali rastlinskih kraljestev." Ocenjujejo, da bakterije jejo trup razbitine Titanica s hitrostjo 120 kg na dan, kar je približno 7,7 kg na uro ali 120 gramov na minuto. Mikrobiolog Roy Collimore ocenjuje, da samo premec zdaj podpira približno 650 ton kapnikov in da bodo bakterije v 200 letih požrle petdeset odstotkov trupa. 
Odkar so leta 1985 odkrili razbitino Titanica, so v morskem ekosistemu okoli ladje opazili korenite spremembe. Ekspedicija leta 1996 je zabeležila 75 odstotkov več krhkih stvari na razbitini in morskih kumar kot odprava Roberta Ballarda leta 1985, morske lilije in morske pahljače pa so se ukoreninile po celotnem morskem dnu. Pojavil se je neznani organizem, ki je naredil številna gnezda na morskem dnu iz črnih kamenčkov. Količina zarjevelih kapnikov na razbitini se je močno povečala. Zanimivo je, da se je isto zgodilo v približno istem časovnem razmiku do razbitine nemške bojne ladje Bismarck, ki je potonila v globini 4.791 metrov na drugi strani Atlantika. V pesku okoli razbitine Titanica je bilo ugotovljeno, da vsebuje na stotine različnih vrst morskih živali. Nenadna eksplozija življenja okoli razbitine je lahko posledica povečane količine hranil, ki padejo s površine, morda zaradi prekomernega ribolova, izločanja rib, ki bi sicer zaužile hranila.
Številni znanstveniki, vključno z Ballardom, so zaskrbljeni, ker obiski turistov v podmornicah in obnavljanje artefaktov povzročajo, da razbitina hitreje propada.  Podvodne bakterije pojedo Titanicovo jeklo in ga spremenijo v rjo, odkar je ladja potonila, vendar zaradi dodatne škode, ki so jo povzročili obiskovalci, Nacionalna uprava za oceano in ozračje ocenjuje, da se "trup in struktura ladje lahko sesedeta v naslednjih 50 letih". Promenadne palube so se v zadnjih letih močno poslabšale, deloma tudi zaradi škode, ki jo je povzročila trk podmornice na potopljeni ladji.  
Druga škoda vključuje območje na premcu, na katerem je s tiskanimi črkami napisano ime TITANIC. Kanadski režiser James Cameron je odgovoren za nekaj pomembnejše škode med odpravo na ladjo leta 1995, da bi dve leti pozneje pridobil posnetke za svoj film Titanic.  Eden od potopljivih motorjev MIR, ki je bil uporabljen v odpravi, je trčil v trup, pri čemer ga je poškodoval in pustil drobce propelerskega propelerja potopljenega, raztresenega okoli nadgradnje. Propadi zunanjega pregrade, ki je razkril notranjost kabine, so močno poškodovali prostor kapitana Smitha. 
Dodatni potopi podmornic leta 2019 so ugotovili nadaljnjo poslabšanje razbitine, vključno z izgubo kapitanove kadi.

## Lastništvo
Odkritje Titanica leta 1985 je sprožilo razpravo o lastništvu razbitine in dragocenih predmetov znotraj in na morskem dnu okoli razbitine. Ballard in njegova posadka niso prinesli nobenih artefaktov iz razbitine, saj je takšno dejanje štelo za grobišče grobov. Ballard se je odtlej odločno zavzemal za to, "da ga iskalci zaklada ne smejo spregledati." Kot je izjavil Ballard, je razvoj globokomorskih podmornic naredil "velike piramide globine .... dostopne človeku. Lahko jih oropa kot egiptovske grobarje ali jih zaščiti za nešteto rodov, ki bodo sledile temu. Vendar pa je v samo dveh tednih od odkritja britanska zavarovalnica [ki?] trdila, da je lastnica razbitine, objavljenih pa je bilo še več shem za dvig. Belgijski podjetnik je ponudil potovanja na razbitino za 25.000 dolarjev na glavo.
Spodbudili so Ballardove pozive, naj razbitino pustijo pri miru, kongresnik Severne Karoline Walter B. Jones, starejši, je leta 1986 v Zastopniškem domu Združenih držav Amerike predstavil RMS Titanic Maritime Memorial Act, ki je zahteval uvedbo strogih znanstvenih smernic za upravljanje  raziskovanje in reševanje razbitine Titanica ter pozval državnega sekretarja Združenih držav, naj lobirajo Kanado, Združeno kraljestvo in Francijo, da sprejmejo podobno zakonodajo.  Parlament je to sprejel in Senat z veliko večino, predsednik Ronald Reagan pa ga je podpisal 21. oktobra 1986. Vendar je zakon neučinkovit, saj razbitina leži zunaj voda Združenih držav Amerike, zakon pa je leta 1998 razveljavilo okrožno sodišče Združenih držav za vzhodno okrožje Virginije, oddelek Norfolk. Čeprav so se pogajanja med štirimi državami vodila med letoma 1997 in 2000, so posledično "Sporazum o brodolomu, ki ga je nenamerno poškodovalo podjetje R.M.S. Titanic ratificirale le ZDA in Združeno kraljestvo. Javni pomisleki so se povečali, ko je 28. oktobra 1987 s pariškega Cité des Sciences et de l'Industrie v Parizu gostoval televizijski program " Return to the Titanic Live", ki ga je gostil Telly Savalas. Pred televizijskim občinstvom v živo so odprli škatlo z morskega dna in razkrili številne osebne predmete, ki očitno pripadajo Richardu L. Beckwithu iz New Yorka, ki je preživel potop.
Ameriško sodišče je poudarilo, da se razbitina Titanica nahaja na javnem mestu v mednarodnih vodah, ne pa na zasebni ali nadzorovani lokaciji, do katere bi lastnik lahko omejil dostop. Podelitev takršne pravice bi ustvarila tudi sprevrženo spodbudo;  ker je cilj reševanja izvesti reševalno operacijo, bi pustili nepremičnino na mestu, da bi jo bilo mogoče fotografirati, v nasprotju s tem ciljem.

### Zaščitni sporazum ZDA in Združenega Kraljestva
Januarja 2020 sta vladi Združenega kraljestva in Združenih držav Amerike sporočili, da sta se dogovorili za zaščito razbitine Titanica. Sporazum, ki ga je britanska vlada podpisala leta 2003, je začel veljati po tem, ko ga je ameriški državni sekretar Mike Pompeo podpisal konec leta 2019. Britanski pomorski minister Nus Ghani je dejal, da bo Velika Britanija sodelovala s Kanado in Francijo, da bi naredila večjo zaščito do razbitine.

## Razstave
Predmeti iz Titanica so na razstavi že veliko let, čeprav jih je bilo le nekaj predmetov odkritih še pred odkritjem razbitine leta 1985. Pomorski muzej Atlantika v Halifaxu v Novi Škotski ima zbirko lesenih kosov in nepoškodovani ležalnik, odkrita iz morja s strani kanadskih iskalnih plovil, ki so odstranila trupla žrtev. V različnih drugih muzejih, vključno z nacionalnim pomorskim muzejem v Greenwichu in muzejem SeaCity v Southamptonu, so predmeti, ki so jih darovali preživeli in svojci žrtev, vključno z nekaterimi predmeti, ki so bili odstranjeni iz trupel žrtev. Največ predmetov iz razbitine je na ogledu v pomorskem muzeju Merseyside v Liverpoolu in muzeju zgodovinskega društva Titanic v indijskem sadovnjaku v Springfieldu v Massachusettsu ter v hotelu v Las Vegasu. Razstava običajno traja šest do devet mesecev, ki vključuje kombinacijo artefaktov, rekonstrukcij in prikazov ladje, njenih potnikov in posadke ter same nesreče. Razstava predmetov, ki se je odprla v različnih mestih po svetu in si jo je ogledalo več kot 20 milijonov ljudi.